# Xipanlou
Xipanlou (kinesiska: 西潘楼) är en köping i östra Kina. Den ligger i Lixin härad i staden Bozhou i provinsen Anhui, omkring 180 kilometer nordväst om provinshuvudstaden Hefei. Antalet invånare är 47501. Befolkningen består av 24 679 kvinnor och 22 822 män. Barn under 15 år utgör 25,0 %, vuxna 15-64 år 64 %, och äldre över 65 år 9,0 %.